# 服部蘇門
服部 蘇門（はっとり そもん、享保9年閏4月16日（1724年6月7日） - 明和6年9月16日（1769年10月15日））は江戸時代中期の学者。

## 概要
先祖は伊賀国出身で、祖父道智の代で京都に移り、父和久は西陣織業に携わった。享保18年（1733年）、10歳で蘆木文炳の祖父某に四書六経を学んだが、1年後これを離れて家業に従事し、読書を続けた。
十数年後、家業が病弱の身に響いたため、家業を親族に任せ、学資の援助を受けて学問に専念した。当初医学を学んだが断念し、儒教、道教、仏教の三教を修め、上長者町通千本東入ルに私塾観自在堂を構えた。
晩年持病が悪化し、歩行もままならなくなると、仏教への比重を高め、明和6年（1769年）9月16日死去した。出水通千本西入ル善福寺に葬られたが、墓石は現存しない。

## 号
宝暦までは名を天瑞、字を玄符とし、明和以降、名を天游、字を伯和とした。 
蘇門の号は晋代の隠者孫登が隠棲した蘇門山に因み、「嘯」のつく諸号は、阮籍が蘇門山で孫登の長嘯を聞いた故事に因む。

## 著書
- 『赤倮倮』[2][3]
- 『燃犀録』
- 『蘇門居士法語』
- 『明朝護法唫賛』
- 『碧巌録方語解』[4]
- 『蘇門文鈔』
- 『嘯台余響』 - 未刊[5]

## 交友
良野華陰、芥川丹邱に兄事し、武田梅竜、木村蓬莱等と交友した。
門人には師の孫蘆木文炳、死後書家として大成した永田観鵞がおり、宝暦3年（1753年）頃知り合った唐橋在家も実質的に弟子としていた。

## 思想
富永仲基『出定後語』に影響を受け、教相判釈の矛盾点を列挙し、諸説の衝突を附会するための後人の考えに過ぎないとしたが、三教を全て批判した仲基とは異なり、仏教思想自体には帰依し続けた。
友人清田儋叟が金聖嘆『水滸伝』批評を注解した『水滸伝批評解』にも影響も受け、仏経典の内容は説法のために虚構された寓言に過ぎないとしたが、文章上の虚構として寓言を用いること自体は肯定し、楔子、前後照応（張本）の構文法を用いて読者の興味を引く合理的な文章を書くべきとする文章論を展開した。